# Радмер
Радмер (нем. Radmer) — коммуна (нем. Gemeinde) в Австрии, в федеральной земле Штирия. 
Входит в состав округа Леобен.  Население составляет 743 человека (на 31 декабря 2005 года). Занимает площадь 82,42 км². Официальный код  —  6 11 12.

## Политическая ситуация
Бургомистр коммуны — Зигфрид Гальхофер (СДПА) по результатам выборов 2005 года.
Совет представителей коммуны (нем. Gemeinderat) состоит из 9 мест.
- СДПА занимает 5 мест.
- АНП занимает 4 места.